# Oneiromancija
Oneiromancija (grč. Όνειροιμαντεία) ili tumačenje snova vještina je proricanja budućnosti na osnovi interpretacije snova.
Značenjem i tumačenjem snova ljudi se bave od najstarijih vremena. Ova vještina spominje se još u Starom zavjetu, u Knjizi Postanka, gdje Josip tumači faraonove snove, te u knjizi o proroku Danielu, gdje Daniel tumači Nabukodonosorov san.
U Novom zavjetu, u Evanđelju po Mateju spominje se kako se anđeo javio Josipu u snu i uputio ga na bijeg u Egipat.
U 2. stoljeću u antičkoj Grčkoj djelovao je Artemidor iz Efeza koji je napisao knjigu Oneirokritica (»Sanjarica«).

## Vanjske poveznice
|  | Wječnik ima rječničku natuknicu oneiromancija |

- Tumačenje snova